# 63. pehotna divizija (Avstro-Ogrska)
63. pehotna divizija (izvirno nemško 63. Infanterie-Division oz. nemško 63. Infanterietruppendivision) je bila pehotna divizija avstro-ogrske kopenske vojske, ki je bila aktivna med prvo svetovno vojno.

## Zgodovina
Divizija je bila razpuščena avgusta 1916 in bila ponovno ustanovljena oktobra 1917.

## Poveljstvo
Poveljniki 
- Adalbert Sorsich von Severin: februar - avgust 1916

- razpuščena
- Theodor von Soretić: oktober 1917 - maj 1918